# Franklin (Idaho)
Franklin es una ciudad ubicada en el condado de Franklin en el estado estadounidense de Idaho. En el año 2010 tenía una población de 641 habitantes y una densidad poblacional de 320,5 personas por km².

## Geografía
Franklin se encuentra ubicado en las coordenadas 42°0′58″N 111°48′11″O / 42.01611, -111.80306. Según la Oficina del Censo, la localidad tiene un área total de 2 km² (0,8 mi²), de la cual 2 km² (0,8 mi²) es tierra y 0 km² (0 mi²) (0.0%) es agua.

## Demografía
En el 2000 la renta per cápita promedia del hogar era de $33,026, y el ingreso promedio para una familia era de $34,191. En 2000 los hombres tenían un ingreso per cápita de $27,417 contra $24,000 para las mujeres. El ingreso per cápita para la localidad era de $10,346. Alrededor del 14.1% de la población estaba bajo el umbral de pobreza nacional.